# Seznam baročnih skladateljev
Seznam baročnih skladateljev je urejen po letnici rojstva.

## Zgodnji barok (rojeni med 1550-1600)
- Abundio Antonelli (15?? - 1629)
- Juan Aranés (15?? - okoli 1649)
- Giulio Caccini (okoli 1545 - 1618)
- Jacques Champion (pred 1555 - 1642)
- Paolo Quagliati (okoli 1555 - 1628)
- Manuel Rodrigues Coelho (okoli 1555 - okoli 1635)
- Johannes Nucius (okoli 1556 - 1620)
- Alfonso Fontanelli (1557 - 1622)
- Nicholas Strogers (okoli 1590 - 1620)
- Adriano Banchieri (okoli 1557 - 1634)
- Giovanni Bassano (okoli 1558 - 1617)
- Felice Anerio (okoli 1560 - 1614)
- Giovanni Bernardino Nanino (okoli 1560 - 1623)
- Peter Philips (okoli 1560 - 1628)
- Hieronymus Praetorius (1560 - 1629)
- William Brade (1560 - 1630)
- Dario Castello (okoli 1560 - okoli 1640)
- Jacopo Peri (1561 - 1633)
- Jan Pieterszoon Sweelinck (1562 - 1621)
- John Bull (okoli 1562 - 1628)
- Hans Leo Hassler (1562 - 1612)
- John Dowland (1563 - 1626)
- Jean Titelouze (1563 - 1633)
- Lodovico Grossi da Viadana (1564 - 1627)
- Sebastian Aguilera de Heredia (1565 - 1627)
- Ascanio Mayone (1565 - 1627)
- Giles Farnaby (1565 - 1640)
- Duarte Lobo (okoli 1565 - 1647)
- Alessandro Piccinini (1566 - 1638)
- Manuel Cardoso (1566 - 1650)
- Thomas Campion (1567 - 1620)
- Giovanni Francesco Anerio (1567 - 1630)
- Christoph Demantius (1567 - 1643)
- Claudio Monteverdi (1567 - 1643)
- Joan Baptista Comes (1568 - 1643)
- Bartolomeo Barbarino (okoli 1568 - 1617 oz. pozneje)
- Tobias Hume (1569 - 1645)
- Giovanni Paolo Cima (1570 - 1622)
- Alfonso Ferrabosco (II) (okoli 1570 - 1628)
- Salamone Rossi (1570 - okoli 1630)
- Bartolme de Selma (1570 - 1638)
- Michael Praetorius (okoli 1571 - 1621)
- Thomas Lupo (1571 - 1627)
- Filipe de Magalhães (1571 - 1652)
- John Ward (1571 - 1638)
- Giovanni Picchi (1571/1572 - 1643)
- Daniel Bacheler (1572 - 1618)
- Thomas Tomkins (1572 - 1656)
- Joan Pau Pujol (okoli 1573 - 1626)
- Claudio Pari (1574 - po 1619)
- John Wilbye (1574 - 1638)
- William Simmes (okoli 1575 - okoli 1625)
- John Coprario (okoli 1575 - 1626)
- Estevao Lopes Morago (okoli 1575 - po 1630)
- Ignazio Donati (okoli 1575 - 1638)
- Estevao de Brito (1575 - 1641)
- Matheo Romero (okoli 1575 - 1647)
- Giovanni Maria Trabaci (okoli 1575 - 1647)
- Ennemond Gaultier (1575 - 1651)
- Francisco Correa de Arauxo (okoli 1575 - 1654)
- Thomas Weelkes (1576 - 1623)
- Agostino Agazzari (1578 - 1640)
- Melchior Franck (1579 - 1639)
- Giovanni Girolamo Kapsberger (okoli 1580 - 1651)
- Jacques Cordier (okoli 1580 - pred 1655)
- Michael East (1580 - 1648)
- Thomas Ford (okoli 1580 - 1648)
- Marc'Antonio Negri (15?? - 1624)
- Thomas Simpson (1582 - 1628)
- Sigismondo d'India (okoli 1582 - 1629)
- Marco da Gagliano (1582 - 1643)
- Edward, Lord Herbert of Cherbury (1582 - 1648)
- Gregorio Allegri (1582 - 1652)
- Severo Bonini (1582 - 1663)
- Orlando Gibbons (1583 - 1625)
- Paolo Agostino (Agostini) (okoli 1583 - 1629)
- Robert Johnson (okoli 1583 - 1633)
- Girolamo Frescobaldi (1583 - 1643)
- Antonio Cifra (1584 - 1629)
- Heinrich Schütz (1585 - 1672)
- Alessandro Grandi (1586 - 1630)
- Stefano Landi (1586 ali 1587 - 1639)
- Claudio Saracini (1586 - 1649)
- Johann Schein (1586 - 1630)
- Antoine Boësset (1586 - 1643)
- Francesca Caccini (1587 - okoli 1640)
- Samuel Scheidt (1587 - 1654)
- Johann Andreas Herbst (1588 - 1666)
- Francesco Turini (1589 - 1656)
- Juan Gutierrez de Padilla (okoli 1590 - 1664)
- Jacques Gaultier (okoli 1592 - po 1652)
- John Jenkins (1592 - 1678)
- Tarquinio Merula (okoli 1594 - 1665)
- Giovanni Battista Buonamente (1595 - 1642)
- Heinrich Scheidemann (okoli 1595 - 1663)
- Biagio Marini (okoli 1595 - 1665)
- Henry Lawes (1596 - 1662)
- Luigi Rossi (1597 - 1653)
- Charles Racquet (1598 - 1664)
- Johann Crüger (1598 - 1662)
- Thomas Selle (1599 - 1663)
- August Verdufen (???? - 16??)
- Gervise Gerrard (16?? - 16??)
- Friedrich Klingenberg (16?? - 17??)
- Daniel Farrant (???? - pred 1663)
- William Young (???? - 1672)

## Srednji barok (rojeni med 1600-1650)
- John O'Keover (okoli 1600 - okoli 1663)
- Giovanni Battista Fasolo (okoli 1600 - 1664)
- Simon Ives (1600 - 1662)
- Etienne Moulinié (1600 - 1669)
- Denis Gaultier (1600 - 1672)
- Jacques Champion de Chambonnières (1601 ali 1602 - 1672)
- William Lawes (1602 - 1645)
- Girolamo Fantini (1602 - ?)
- Pietro Francesco Cavalli (1602 - 1676)
- Caspar Kittel (1603 - 1639)
- Janez IV. Portugalski (1603 - 1656)
- Marco Uccellini (1603 - 1680)
- François Du Fault (1604 - 1670)
- Francesco Foggia (1604 - 1688)
- Christopher Simpson (okoli 1605 - 1669)
- Charles d'Assoucy (1605 - 1670)
- Giacomo Carissimi (1605 - 1674)
- Nicolas Hotman (okoli 1610 - 1663)
- Joao Lourenco Rebelo (1610 - 1661)
- Luigi Battiferri (1610 - 1682)
- Henri Dumont (1610 - 1684)
- Michel Lambert (1610 - 1696)
- Nicolas Métru (1610 - po 1663)
- Andreas Hammerschmidt (1611 ali 1612 - 1675)
- Pablo Bruna (1611 - 1679)
- Francisco Lopez Capillas (1612 - 1673)
- Louis de Mollier - (okoli 1613 - 1688)
- Franz Tunder (1614 - 1667)
- Carlo Caproli (okoli 1615 - okoli 1692)
- Bernardo Clavijo del Castillo (okoli 1650 - okoli 1700)
- Johann Jakob Froberger (1616 - 1667)
- Matthias Weckmann (okoli 1616 - 1674)
- Joan Cererols (1618 - 1680)
- Barbara Strozzi (1619 - 1677)
- Juan García de Zéspedes (1619 - 1678)
- Johann Rosenmüller (1619 - 1683)
- Anthoni Van Noordt (1620 - 1675)
- Johann Heinrich Schmelzer (okoli 1620 - 1680)
- Matthew Locke (okoli 1621 - 1677)
- Jean Lacquemant (okoli 1622 - 1680)
- Dietrich Becker (1623 - 1679)
- Antonio Cesti (1623 - 1669)
- Jan Adam Reincken (1623 - 1722)
- François Roberday (1624 - 1680)
- Bernardo Storace (okoli 1660)
- Jacques Gallot (okoli 1625 - 1696)
- Louis Couperin (okoli 1626 - 1661)
- Charles Mouton (1626 - 1710)
- Robert Cambert (okoli 1627 - 1677)
- Nicolas Gigault (1627 - 1680)
- Johann Caspar Kerll (1627 - 1693)
- Jean Henri d'Anglebert (1628 - 1691)
- Christoph Bernhard (1628 - 1692)
- Paul Hainlein (1628 - 1686)
- Lelio Colista (1629 - 1680)
- Johann Michael Nicolai (1629 - 1685)
- Nicolas Antoine Lebègue (1630 - 1702)
- Monsieur de Sainte-Colombe (okoli 1630 - okoli 1700)
- Jean-Baptiste Lully (1632 - 1687)
- Sieur de Machy (16?? - po 1692)
- Guillaume-Gabriel Nivers (1632 - 1714)
- Andres de Sola (1634 - 1696)
- Johann Wilhelm Furchheim (okoli 1635 - 1682)
- Pietro Simone Agostini (okoli 1635 - 1680)
- Jean-Henri d'Anglebert (1635 - 1691)
- Esaias Reusner (1636 - 1679)
- John Baston (okoli 1700)
- Cesare Bendinelli (okoli 1700)
- Gaspard Le Roux (? - 1707)
- Dieterich Buxtehude (1637 - 1707)
- Bernardo Pasquini (1637 - 1710)
- Diogo Dias Melgas (1638 - 1700)
- Johann Christoph Pezel (1639 - 1694)
- Pavel Josef Vejvanovsky (1640 - 1693)
- Carolus Harquart (1640 - 1701)
- Gaspar Sanz (1640 - okoli 1710)
- Paolo Lorenzani (1640 - 1713)
- André Raison (okoli 1640 - 1719)
- Johann Christoph Bach (1642 - 1703)
- Marc-Antoine Charpentier (okoli 1643 - 1704)
- Johann Anton Losy van Losymthal (okoli 1643 - 1721)
- Heinrich Ignaz Franz von Biber (1644 - 1704)
- Alessandro Stradella (1644 - 1682)
- Joan Baptista Cabanilles (1644 - 1712)
- Christian Ritter (okoli 1645 - okoli 1725)
- August Kühnel (1645 - c1700)
- Juan de Araujo (1646 - 1712)
- René Pignon Descoteaux (okoli 1646 - 1728)
- Nicola Matteis (? - 1714)
- Giovanni Maria Capelli (1648 - 1726)
- Pieter Bustijn (? - 1729)
- John Blow (1649 - 1708)
- Pascal Collasse (1649 - 1709)

## Pozni barok (rojeni 1650-1700)
- Petronio Franceschini (1650 - 1680)
- Christian Geist (okoli 1650 - 1711)
- Antonio de Salazar (okoli 1650 - 1715)
- Johann Jacob Walther (1650 - 1717)
- Cataldo Amodei (1650 - 1695)
- Pietro Torri (1650 - 1737)
- Robert de Visee (okoli 1650 - okoli 1725)
- Domenico Gabrielli (1651 - 1690)
- Johann Krieger (1651 - 1735)
- Johann Pachelbel (1653 - 1706)
- Georg Muffat (1653 - 1704)
- Arcangelo Corelli (1653 - 1713)
- Pablo Nassarre (1654 - 1730)
- Vincent Lübeck (1654 - 1740)
- Sebastien de Brossard (1655 - 1730)
- Robert de Visée (1655 - 1732)
- Johann Paul von Westoff (1656 - 1705)
- Marin Marais (1656 - 1728)
- Georg Reutter (1656 - 1738)
- Giovanni Battista Bassani (okoli 1657 - 1716)
- Gaetano Greco (okoli 1657 - okoli 1728)
- Michel-Richard de Lalande (1657 - 1726)
- Giuseppe Torelli (1658 - 1709)
- Henry Purcell (1659? - 1695)
- Sybrant Van Noordt mlajši (1660 - 1705)
- Sebastian Duron (1660 - 1716)
- Johann Kuhnau (1660 - 1722)
- Alessandro Scarlatti (1660 - 1725)
- André Campra (1660 - 1744)
- Johann Joseph Fux (1660 - 1741)
- Johann Schenck (1660 - okoli 1712
- Francesco Gasparini (1661 - 1727)
- Georg Böhm (1661 - 1733)
- Jean-Fery Rebel (1661 - 1747)
- Giacomo Antonio Perti (1661 - 1756)
- Friedrich Wilhelm Zachau (1663 - 1712)
- Pirro Capacelli Albergati (1663 - 1735)
- Nicolas Siret (1663 - 1754)
- Johann Speth (1664 - po 1719)
- Sainte-Colombe mlajši (166?? - 17??)
- Louis Lully (1664 - 1734)
- Nicolaus Bruhns (1665 - 1697)
- Johann Nicolaus Hanff (1665 - c1712)
- Elisabeth Jacquet de la Guerre (1665 - 1729)
- Jean-Baptiste Lully(1665 - 1743)
- Francesc Valls (1665 - 1747)
- Attilio Ariosti (1666 - 1729?)
- Johann Heinrich Buttstedt (1666 - 1727)
- Jean-Féry Rebel (1666 - 1747)
- Jean-Louis Lully (1667 - 1688)
- Michel Pignolet de Montéclair (1667 - 1737)
- Antonio Lotti (okoli 1667 - 1740)
- François Couperin (1668 - 1733)
- Louis Marchand (1669 - 1732)
- Alessandro Marcello (1669 - 1747)
- Andreas Armsdorff (1670 - 1699)
- Johann Caspar Ferdinand Fischer (okoli 1670 - 1746)
- Giovanni Battista Bononcini (1670 - 1747)
- Louis de Caix d'Hervelois (1670 - 1759)
- Antonio Caldara (1670 - 1736)
- Turlough Ó Carolan (1670 - 1738)
- Richard Leveridge (okoli 1670 - 1758)
- Nicolas de Grigny (1672 - 1703)
- Tomaso Albinoni (1671 - 1751)
- Antoine Forqueray (1671 - 1745)
- Jeremiah Clarke (1674 - 1707)
- Reinhard Keiser (1674 - 1739)
- Pierre Dumage (1674 - 1751)
- Michel de la Barre (1675 - 1743)
- Johann Bernhard Bach (1676 - 1749)
- Louis Nicolas Clerambault (1676 - 1749)
- Antonio Vivaldi (1678-1741)
- Jan Dismas Zelenka (1679 - 1745)
- Pietro Filippo Scarlatti (1679 - 1750)
- Giuseppe Fedeli (okoli 1680 - okoli 1745)
- Louis-Antoine Dornel (okoli 1680 - po 1756)
- Jacques Hotteterre (1680 - 1761)
- Johann Mattheson (1681 - 1764)
- Georg Philipp Telemann (1681-1767)
- Giuseppe Valentini (1681-1753)
- Jean-Joseph Mouret (1682 - 1738)
- Johann David Heinichen (1683 - 1729)]]
- Jean Philippe Rameau (1683 - 1764)
- Johann Gottfried Walther (1684 - 1748)
- François d'Agincourt (1684 - 1758)
- Bohuslav Matej Cernohorski (1684 - 1742)
- Johann Sebastian Bach (1685 - 1750)
- Lodovico Giustini (1685 - 1743)
- Domenico Scarlatti (1685 - 1757)
- George Frideric Handel (1685 - 1759)
- William Hieronymous Pachelbel (1685 - 1764)
- Benedetto Marcello (1686 - 1739)
- Sylvius Leopold Weiss (1686 - 1750)
- Nicola Porpora (1686 - 1768)
- Francesco Geminiani (1687 - 1762)
- Fortunato Chelleri (1688 - 1757)
- Jacques Aubert (1689 - 1753)
- Joseph Bodin de Boismortier (1689 - 1755)
- Pietro Gnocchi (1689 - 1775)
- Pietro Baldassare (1690-768)
- Jacques-Christophe Naudot (c1690 - 1762)
- Pierre-Gabriel Buffardin (1690 - 1768)
- Gottlieb Muffat (1690 - 1770)
- Charles Theodore Pachelbel (1690 - 1750)
- Unico Wilhelm van Wassenaer (1692 - 1766)
- Giuseppe Tartini (1692 - 1770)
- Pietro Locatelli (1693 - 1764)
- Louis-Claude Daquin (1694 - 1772)
- Johan Helmich Roman (1694 - 1758)
- Giuseppe Sammartini (1695 - 1750)
- Maurice Greene (1696 - 1755)
- Pierre Fevrier (1696 - 1764)
- Konrad Friedrich Hurlebusch (1696 - 1765)
- Johann Melchior Molter (1696 - 1765)
- Johann Joachim Quantz (1697 - 1773)
- Jean-Marie Leclair (1697 - 1764)
- Riccardo Broschi (1698 - 1756)
- François Francoeur (1698 - 1787)
- Joseph Gibbs (1698 - 1788)
- Johann Adolph Hasse (1699 - 1783)
- Charles Dollé (16?? - po 1755)
- Benoit Guillemant (? - 17??)
- Gottfried Lindemann (? - 17??)

## Prelom baroka in klasične dobe (rojeni 1700 in pozneje)
- Jean-Baptiste Masse (okoli 1700 - c1756)
- Michel Blavet (1700 - 1768)
- Johan Agrell (1701 - 1765)
- Jean-Fery Rebel (mlajši) (1701 - 1775)
- Giovanni Battista Sammartini (1701 - 1775)
- Johann Ernst Eberlin (1702 - 1762)
- Johann Gottlieb Graun (okoli 1702-1771)
- Carl Heinrich Graun (okoli 1703-1759)
- Carlos Seixas (1704 - 1742)
- Giovanni Battista Pescetti (okoli 1704 - okoli 1766)
- Baldassare Galuppi (1706 - 1785)
- Georg Reutter (1708 - 1772)
- Michel Corrette (1709 - 1795)
- Christoph Schaffrath (1709 - 1763)
- Giovanni Battista Pergolesi (1710 - 1736)
- Domenico Alberti (1710 - 1740)
- Thomas Arne (1710 - 1778)
- William Boyce (1711 - 1779)